# Тит Помпоний Прокул Витразий Поллион
Тит Помпоний Прокул Витразий Поллион (лат. Titus Pomponius Proculus Vitrasius Pollio) — римский политический деятель второй половины II века.
Поллион происходил из патрицианской семьи. Имя его матери неизвестно. Его отцом был консул-суффект около 137 года Тит Витразий Поллион. По всей видимости, его предками по отцовской линии были префект Египта при Тиберии Гай Витразий Поллион и прокуратор Египта при Клавдии Тит Витразий Поллион.
Поллион начал свою карьеру в эпоху правления императора Адриана в качестве монетного триумвира. Позже Поллион занимал последовательно должности квестора, претора и префекта алиментационного фонда. Около 151 года он находился на посту консула-суффекта. В 157—159 годах Поллион был легатом пропретором Нижней Мёзии. Затем, в 164—167 годах он управлял Ближней Испанией, а в 167 году занимал должность проконсула провинции Азия. С 168 по 175 год Поллион сопровождал Луция Вера в военных кампаниях против германцев и сарматов.
За выдающуюся военную службы Поллион был награждён: в его честь было возведено две статуи. Одна его статуя, где он изображен одетым в военную одежду, поставлена на форуме Траяна. Вторая статуя изображала его одетым в гражданскую одежду и была установлена в храме Антонина и Фаустины. В 176 году Поллион занимал должность ординарного консула вместе с Марком Флавием Апром. Поллион был заместителем Луция Вера во время Маркоманской войны. Он скончался во время похода.
Поллион был женат на Аннии Фундании Фаустине, дочери Марка Анния Вера. Её тёткой была императрица Фаустина Старшая, а двоюродным братом — император Марк Аврелий. В этом браке родились двое детей: сын Тит Фунданий Витразий Поллион, убитый в 182 году по приказу Коммода за участие в заговоре, и дочь Витразия Фаустина, казнённая примерно тогда же по той же причине.